# イバン・ビジャール
イバン・ビジャール・マルティネス（Iván Villar Martínez、1997年7月9日 - ）は、スペイン・ガリシア州ポンテベドラ県アルダン出身のサッカー選手。ラ・リーガ・セルタ・デ・ビーゴ所属。ポジションはGK。

## クラブ経歴
2008年に地元のセルタ・デ・ビーゴのカンテラに入所。2013年に傘下のセルタ・デ・ビーゴBに昇格。10月16日のセグンダ・ディビシオンBのクルトゥラル・レオネサ戦でプロデビュー。以降Bチームの正GKに定着。2017年5月にトップチームに昇格。14日のデポルティーボ・アラベス戦でラ・リーガ初出場。先発を任されるも、試合は1-3で敗戦。翌2017-18シーズンは再びBチームでプレーし、2018年1月から半年間レバンテUDにローン移籍。2019-20シーズン終盤にトップチーム再昇格。残留争い真っ只中の2020年7月7日のアトレティコ・マドリード戦で、1-1で迎えた後半36分に、負傷したルベン・ブランコとの交代で起用され、無失点で切り抜け、1-1で終了。ラスト3試合で先発で起用されるも2連敗を喫し、シーズン最終戦の7月20日のRCDエスパニョール戦で、0-0で切り抜け、初のクリーンシートを達成。リーガ残留を決めた。
2020年9月19日のバレンシアCFで2-1で勝利し、リーガ初勝利を挙げた。
2021年8月11日、セグンダ・ディビシオンのCDレガネスに1シーズンの契約でレンタル移籍することが決まった。

## タイトル

### 代表
U-23スペイン代表
- 夏季オリンピック 銀メダル : 1回 (2020)